# Robert de Bonnay
Robert de Bonnay, mort en 1415, est seigneur de Bonnay, Menetou-Salon, Précy, de Garde, de Bussière et de Quantilly, chevalier bachelier, Maréchal héréditaire de Berry, bailli de Mâcon, Sénéchal de Lyon et chambellan de Louis Ier d'Orléans.

## Biographie
Robert est le fils d'Arnould de Bonnay et d'Isabelle de Sancerre, dame de La Bussière, Menetou-Salon et Précy.
Jean de La Teillaye paye 200 livres tournois à Robert de Bonnay, chevalier, chambellan de Louis, duc d'Orléans à la demande de ce dernier.
Il servit dans les armées des rois Charles V et Charles VI au sein de compagnies, plus ou moins nombreuses, formées de chevaliers bacheliers et d'écuyers. Il est notamment chevalier bachelier en 1371 dans la compagnie de Robert de Sancerre. Robert fut en Languedoc et en Guyenne, lieutenant du Maréchal de Sancerre. 
Robert était dit noble et puissant homme. Il commanda, le 1er octobre 1379, une compagnie de chevaliers, de bacheliers et de six écuyers. 
Robert de Bonnay est fait Maréchal du Berry, dans un acte fait en sa présence, où il jure fidélité, le 5 mars 1391, par Guichard Dulphe, Sénéchal de Quercy, à Aimeri de Peyrat, Abbé de Moissac. En 1396, il passa un accord avec ses frères et fit un aveu et dénombrement pour Précy.
Robert et Philippe de Bonnay, sont qualifiés de « cousins » du Connétable de Sancerre, en 1402, à la mort de ce dernier.
Il est nommé bailli de Mâcon le 27 septembre 1413. 
Robinet, seigneur de Quantilly, mort sans enfant, fit de Robert de Bonnay son unique héritier. Robinet donna sa terre de Quantilly ou du moins une partie à Raoul de Bonnay et Isabeau de Sancerre.
Robert de Bonnay fonda deux anniversaires dans l'église de Quantilly, en 1414. Robert de Bonnay est toujours en vie le 24 février 1414. 
Il est tué en 1415 à Azincourt.

## Ses frères
- À sa mort, son frère Philippe, Ier du nom, devient seigneur de Bonnay, de Pougues, de Bermieu, de Précy en Berry & ..., chevalier, Chambellan du Roi Charles VI, bailli de Mâcon, Sénéchal de Lyon, il servit comme écuyer en 1386 dans la Compagnie du Maréchal de Sancerre. Philippe de Bonnay se maria par contrat le 19 janvier 1385 à Galienne de Monteruc, fille d' Etienne de Monteruc, chevalier, seigneur de Meauce, et de Marguerite de Meauce.
  - Ils eurent pour enfants : Jean de Bonnay (1390 - 1448) et Pierre de Bonnay (1390 - 1459). (Postérité[4],[5],[6]).